# Оливний піддон

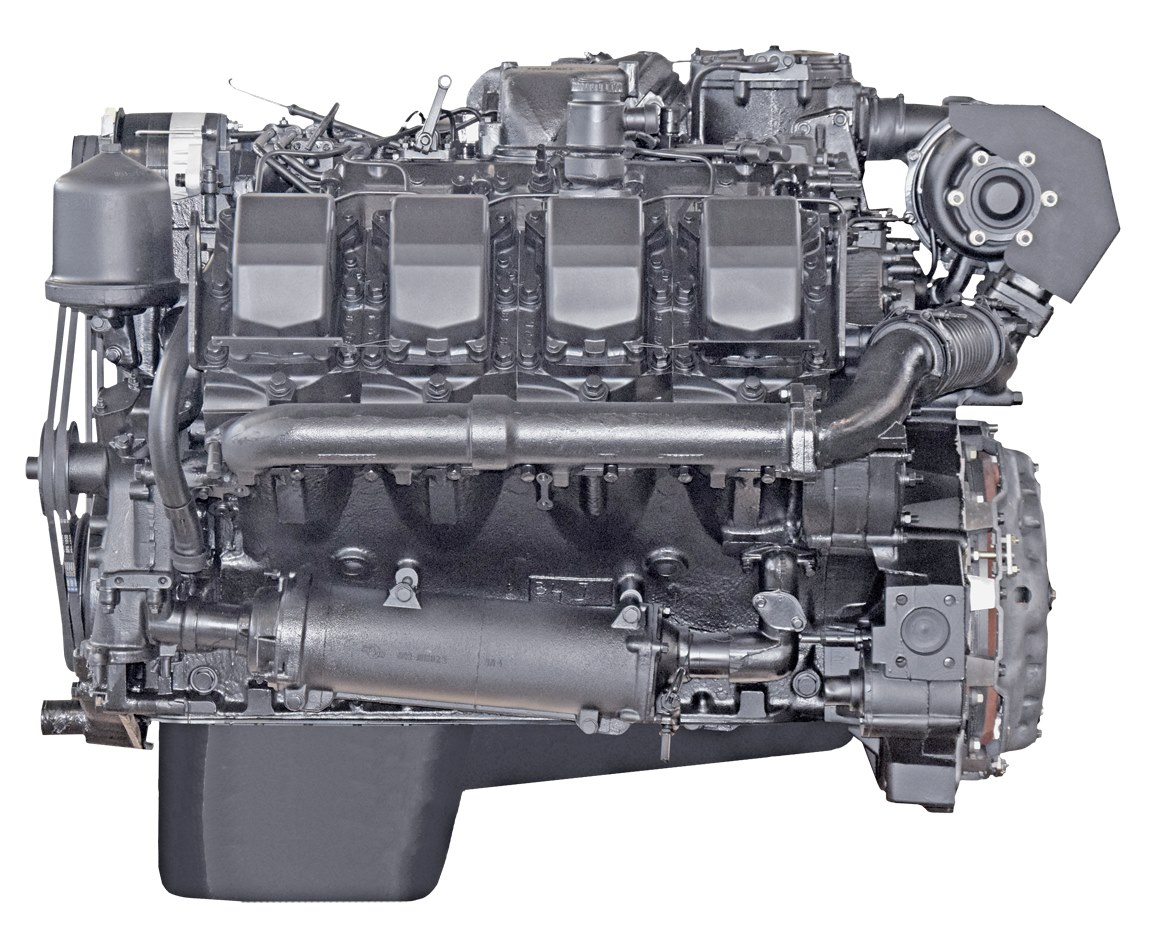
Піддон картера – нижня частина двигуна

Оливний піддон (англ. Oil sump) — корпусна деталь ДВЗ, призначена для зберігання та збирання оливи (окрім двигунів з сухим картером, де функцію зберігання оливи виконує окремо розміщений оливний бак). Інші поширені назви — піддон двигуна, піддон картера. Піддон також ізолює порожнину картера (блок-картера, блоку циліндрів — залежно від конструкції) від забруднення деталей зовні та перешкоджає втраті оливи при роботі. У піддоні осідають великі забруднення (стружка, продукти спрацювання, забруднення, що потрапили у двигун).

## Конструкція оливного піддону
Піддон має коритоподібну форму, що обумовлено як розміщеними всередині агрегатами, так і можливістю витяжки зі сталі, загальною технологічністю виготовлення. Піддон кріпиться до картера (блок-картера) на болтах (чавунний блок) або шпильках (блок з алюмінієвого сплаву); для ущільнення стику встановлюється суцільна або збірна прокладка з гуми, пробки чи картону. У багатьох нових конструкціях двигунів прокладка піддону відсутня, ущільнення здійснюється герметиком.

### Матеріал піддону
Основні матеріали, які застосовуються — низьковуглецева сталь, алюмінієві сплави, пластмаси.
- Більшість двигунів мають піддон, що отримують глибокою витяжкою із стального листа марок 08кп (раніше), 08ХГР, 06ХГСЮ, або іншої маловуглецевої, такої, що відповідає потрібним вимогам до глибини витяжки (глибока, доволі глибока, особливо глибока). Глибина витяжки, визначається конструкцією (формою та об'ємом) піддону. Перевагами сталі є мала вартість та опір ударам, недоліки — схильність до корозії, низька жорсткість стику з блоком, неможливість надання довільно заданої форми.
- Піддони з алюмінієвих сплавів. Отримують зазвичай литтям з алюмінієво-магнієвих чи алюмінієво-кремнієвих сплавів. Їм можна надати будь-яку потрібну форму, зокрема виконати з ребрами для підвищення жорсткості та ефективнішого охолодження. При однаковій масі піддон з алюмінієвого сплаву має більшу жорсткість та міцність, однак при ударах може руйнуватись (силуміни). Піддони з алюмінієвого сплаву не вимагають фарбування, й надають двигуну хороший вигляд; також збільшують теплообмін з повітрям завдяки високій теплопровідності та наявності ребер. У двигунах невеликої потужності цього достатньо для усунення оливного радіатора чи/або водооливного теплообмінника, при підтримці потрібної температури оливи[2].
- Піддони з пластмас. Приклад: піддон картера дизельного двигуна MAN D38.

### Форма та об'єм
Зазвичай, піддон утворює разом з картером кривошипну порожнину двигуна, тому потрібна глибина піддону та його об'єм визначаються за відстанню від осі колінчастого вала до площини роз'єму, радіусом кривошипу та розміром кривошипної головки шатуна, а також кількістю оливи у системі. Об'єм двигуна має бути таким, щоб олива у піддоні не підхоплювалась обертовими деталями (кривошипи та шатуни) у всьому інтервалі допустимих кутів нахилу двигуна. У протилежному випадку це призведе до значного спінення та витрати оливи, а також можливого зниження тиску оливи у системі, з відповідними наслідками (виплавлення вкладишів). Збільшення висоти піддона та зменшення відстані від осі колінчастого вала до площини роз'єму зменшує масу двигуна, але знижує жорсткість блоку; таким чином, форма та об'єм піддона залежать від заданої розробником міцності та жорсткості картера (блок-картера, блоку циліндрів — залежно від конструкції). Для запобігання надмірного спінення та переливання оливи, піддон зазвичай має внутрішні ребра (виконані з алюмінієвого сплаву чи пластмаси), чи внутрішні перегородки (приварені до стального піддону).

## Вузли, пов'язані з піддоном
У площині піддону зазвичай змонтований шестерінчастий оливний насос з його приводом, оливний щуп; піддон має також зливний отвір з закрученою (часто магнітною) пробкою. Усе це відноситься до «мокрого» піддону, оскільки системи з сухим картером мають зазвичай оливний насос зовні, а оливний щуп та зливна пробка встановлені у оливному баку. Сучасні двигуни можуть мати також вбудований індикатор рівня оливи (що блокує пуск при її недостачі), є варіанти з підігрівними змійовиками (військові автомобілі); у випадку використання зовнішнього оливного радіатора піддон має приєднювальну різьбу для зливного шлангу.
Зливний отвір, що закривається пробкою, дозволяє швидко злити оливу з найнижчої точки двигуна, тим самим, усунувши й частину накопичених відкладень. Наявність металевих включень у оливі. що зливається з піддону вказує на аварійний знос чи руйнування деталей у двигуні.

## Несправності
Піддон може бути пошкодженим (зімнутим) при наїзді автомобіля на перешкоду, при неакуратному переміщенні/монтажі двигуна. При цьому може руйнуватися чи згинатися, наприклад, оливозабірник двигуна, що призводить до оливного голодування. При пробитті піддона втрачається олива, а двигун також виходить з ладу.